# نات لافتهوس
نات لافتهوس (بالإنجليزية: Nat Lofthouse)‏ (27 أغسطس 1925 - 15 يناير 2011)، لاعب ومدرب كرة قدم إنجليزي.
بدأ مسيرته الكروية مع نادي بولتون واندررز في عام 1946 ولعب معهم حتى عام 1960، وشارك معهم في 452 مباراة وسجل 285 هدف.
لعب مع منتخب إنجلترا لكرة القدم بين عامي 1950 و1958، وشارك معهم في 33 مباراة وسجل 30 هدف.
درب نادي بولتون واندررز منذ عام 1968 وحتى عام 1970، وفي عام 1971.

## مسيرته الكروية
لعب نات لافتهوس خلال مسيرته الاحترافية مع نادِ واحدٍ في خمسة عشر موسمًا وسجل خلالها 253 هدف ضمن 452 مباراة. حيث فاز في موسم واحد بالكأس ولم يفز بأي دوري.
خاض نات لافتهوس مسيرته مع نادي بولتون واندررز في موسم 1946–47 ليلعب معه خمسة عشر موسمًا، مشاركًا في 452 مباراة سجل خلالها 253 هدف.

## روابط خارجية
- نات لافتهوس على موقع الاتحاد الدولي (مؤرشف)  (الإنجليزية)
- نات لافتهوس على موقع قاعدة بيانات كرة القدم.إي يو (الإنجليزية)
- نات لافتهوس على موقع ناشيونال فوتبول تيمز (الإنجليزية)